# فرانچسکو وری
فرانچسکو وری (ایتالیایی: Francesco Verri; ۱۱ ژوئیهٔ ۱۸۸۵ – ۶ ژوئن ۱۹۴۵) دوچرخه‌سوار اهل ایتالیا بود.
وی در مسابقات کشوری و بین‌المللی در مجموع برندهٔ ۳ مدال طلا شده‌است.